# Gedoelstia haessleri
Gedoelstia haessleri är en tvåvingeart som beskrevs av Gedoelst 1915. Gedoelstia haessleri ingår i släktet Gedoelstia och familjen styngflugor. Inga underarter finns listade i Catalogue of Life.